# Ахмад аль-Ясаві
Ясаві (Ахмад Ібрагім Ясаві; 1105, Сайрам –1166) — середньоазійський суфійський поет, засновник тюркської гілки середньоазійської школи суфізму і братства ясавія. Ключовою є збірка  віршів «Диван-і-хікмат»

## Біографія

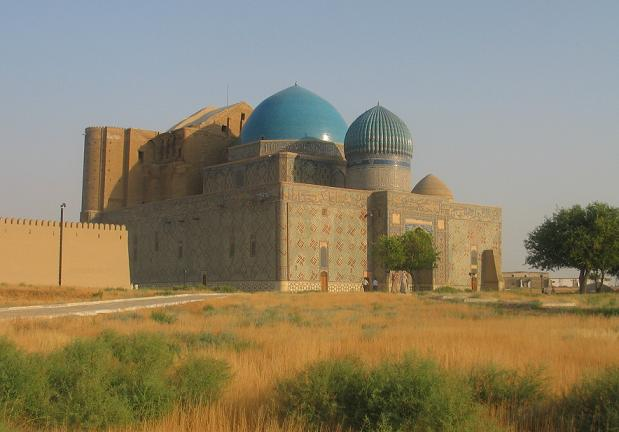
Мавзолей Ясаві

Народився у 1105 році у місті Сайрамі. Жив у місті Ясах (нині Туркестан), де згодом став учнем проповідника шейха Арслана Баба. Після смерті наставника вирушив до Бухари, де потрапив у гурток містика месопотамської школи Юсуфа аль-Хамадані. У 1160 році очолив гурток, але незабаром виїхав на батьківщину, де у 1166 році помер і був похований.